# José Dolhem
José Dolhem (Parijs, 26 april 1944 - Saint-Just-Saint-Rambert nabij Saint-Étienne, 16 april 1988) was een Formule 1-coureur uit Frankrijk en de halfbroer van Didier Pironi (ze hadden dezelfde vader en hun moeders waren zussen). Hij reed in het seizoen 1974 voor het Team Surtees. 
Tijdens de GP van Frankrijk en de GP van Italië wist hij zich niet te kwalificeren. Tijdens de GP van de USA lukte dat feitelijk ook niet, maar hij mocht als eerste reserve achteraan starten. Toen zijn teamgenoot Helmuth Koinigg dodelijk verongelukte werd hij echter uit de race teruggetrokken door het team. 